# Campeonato Europeo Femenino Sub-17 de la UEFA 2018-19
El Campeonato Europeo Femenino Sub-17 de la UEFA 2019 fue la duodécima edición de este torneo organizado por la UEFA. En esta oportunidad se realizó en Bulgaria. Participarán 47 selecciones, incluye a Bulgaria (anfitriona), además de Alemania y España, quienes se incorporaron directamente en la ronda élite por tener mejor coeficiente.

## Ronda de Clasificación
Cuarenta y cuatro selecciones participarán en esta ronda. Habrá once grupos de cuatro países cada uno. Quienes ocupen el primer y segundo lugar de cada grupo, se clasificarán para jugar la Ronda Élite, junto a los cuatro mejores terceros (por sus resultados ante primera y segunda de su grupo).
Clasificadas directamente para la segunda ronda de clasificación: Alemania y España, por tener mejor coeficiente.
Clasificada directamente para la fase final: Bulgaria (anfitriona)
El sorteo se realizó el 24 de noviembre de 2017 en Nyon, Suiza.

#### Grupo 1
País anfitrión: Dinamarca
| Equipo          | Pts | PJ | PG | PE | PP | GF | GC | Dif |
| --------------- | --- | -- | -- | -- | -- | -- | -- | --- |
| Dinamarca       | 9   | 3  | 3  | 0  | 0  | 14 | 1  | +13 |
| República Checa | 6   | 3  | 2  | 0  | 1  | 7  | 4  | +3  |
| Ucrania         | 3   | 3  | 1  | 0  | 2  | 4  | 7  | -3  |
| Islas Feroe     | 0   | 3  | 0  | 0  | 3  | 3  | 16 | -13 |

| 15 de octubre de 2018, 14:00 | República Checa                                               | 5:1 (4:0) | Islas Feroe                   | Ringkøbing Stadium, Ringkøbing, Dinamarca |                           |
|                              | - A. Holá 21', 24' - A. Sováková 29', 60' - K. Marcinková 40' | Reporte   | - 89' (pen.) L. Símunardóttir | Árbitra: Yuliya Larionova                 | Árbitra: Yuliya Larionova |

| 15 de octubre de 2018, 14:00 | Ucrania | 0:4 (0:3) | Dinamarca                                     | Skjern Bank Arena, Skjern, Dinamarca |                     |
|                              |         | Reporte   | - 9', 17', 24' C. Kramer - 46' R. Frederiksen | Árbitra: Alina Peşu                  | Árbitra: Alina Peşu |

| 18 de octubre de 2018, 14:00 | República Checa                       | 2:0 (1:0) | Ucrania | Skjern Bank Arena, Skjern, Dinamarca    |                                         |
|                              | - K. Marcinková 7' - K. Růžičková 85' | Reporte   |         | Árbitra: María Dolores Martínez Madrona | Árbitra: María Dolores Martínez Madrona |

| 18 de octubre de 2018, 14:00 | Dinamarca | 7:1 (2:1) | Islas Feroe            | Ringkøbing Stadium, Ringkøbing, Dinamarca |                     |
|                              | - C. Kramer 9', 28' - R. Frederiksen 48' - S. Lundgaard 62' - C. Fløe 69' - J. Neshamar 90+3' (a.g.) - M. Carstens 90+5' | Reporte   | - 19' S. Augustinussen | Árbitra: Alina Peşu                       | Árbitra: Alina Peşu |

| 21 de octubre de 2018, 14:00 | Dinamarca                                            | 3:0 (2:0) | República Checa | Ringkøbing Stadium, Ringkøbing, Dinamarca |                                         |
|                              | - C. Kramer 6' - S. Bredgaard 41' - S. Lundgaard 87' | Reporte   |                 | Árbitra: María Dolores Martínez Madrona   | Árbitra: María Dolores Martínez Madrona |

| 21 de octubre de 2018, 14:00 | Islas Feroe         | 1:4 (0:1) | Ucrania                                                                | Skjern Bank Arena, Skjern, Dinamarca |                           |
|                              | - F. Klementsen 87' | Reporte   | - 10' A. Godunko - 62' N. Salivonchyk - 79' O. Krevska - 90' L. Kunina | Árbitra: Yuliya Larionova            | Árbitra: Yuliya Larionova |

#### Grupo 2
País anfitrión: Croacia
| Equipo  | Pts | PJ | PG | PE | PP | GF | GC | Dif |
| ------- | --- | -- | -- | -- | -- | -- | -- | --- |
| Noruega | 9   | 3  | 3  | 0  | 0  | 8  | 1  | +7  |
| Rusia   | 6   | 3  | 2  | 0  | 1  | 7  | 2  | +5  |
| Croacia | 3   | 3  | 1  | 0  | 2  | 1  | 5  | -4  |
| Israel  | 0   | 3  | 0  | 0  | 3  | 0  | 8  | -8  |

| 19 de octubre de 2018, 11:30 | Noruega                          | 2:0 (0:0) | Israel | Valbruna, Rovinj, Croacia  |                            |
|                              | - Kuznezov 83' (a.g.) - Aune 90' | Reporte   |        | Árbitra: Veronika Kovarova | Árbitra: Veronika Kovarova |

| 19 de octubre de 2018, 14:00 | Croacia | 0:1 (0:0) | Rusia         | Veli Jozc, Poreč, Croacia |                     |
|                              |         | Reporte   | - Voronko 65' | Árbitra: Laura Rapp       | Árbitra: Laura Rapp |

| 22 de octubre de 2018, 11:30 | Rusia                                                                            | 5:0 (5:0) | Israel | Veli Jozc, Poreč, Croacia |                     |
|                              | - Tchato 10' - Voronko 13' - Trofimova 27' (pen.) - Fetisova 40' - Yuklyaeva 41' | Reporte   |        | Árbitra: Laura Rapp       | Árbitra: Laura Rapp |

| 22 de octubre de 2018, 14:00 | Noruega                                    | 4:0 (2:0) | Croacia | Valbruna, Rovinj, Croacia  |                            |
|                              | - Reeves 11', 51' - Aune 26' - Østerås 50' | Reporte   |         | Árbitra: Dimitrina Milkova | Árbitra: Dimitrina Milkova |

| 25 de octubre de 2018, 14:00 | Rusia           | 1:2 (0:1) | Noruega                        | Valbruna, Rovinj, Croacia  |                            |
|                              | - Trofimova 58' | Reporte   | - 31' Edvartsen - 87' Øgegaard | Árbitra: Dimitrina Milkova | Árbitra: Dimitrina Milkova |

| 25 de octubre de 2018, 14:00 | Israel | 0:1 (0:0) | Croacia       | Veli Jozc, Poreč, Croacia  |                            |
|                              |        | Reporte   | - 86' Petarić | Árbitra: Veronika Kovarova | Árbitra: Veronika Kovarova |

#### Grupo 3
País anfitrión: Montenegro
| Equipo     | Pts | PJ | PG | PE | PP | GF | GC | Dif |
| ---------- | --- | -- | -- | -- | -- | -- | -- | --- |
| Italia     | 9   | 3  | 3  | 0  | 0  | 5  | 1  | 4   |
| Finlandia  | 6   | 3  | 2  | 0  | 1  | 7  | 2  | 5   |
| Rumania    | 3   | 3  | 1  | 0  | 2  | 2  | 6  | -4  |
| Montenegro | 0   | 3  | 0  | 0  | 3  | 2  | 7  | -5  |

| 22 de octubre de 2018, 12:00 | Italia                            | 2:1 (0:0) | Montenegro           | Estadio Stari Ribnjak, Podgorica, Montenegro |                          |
|                              | - Battelani 47' - Anghileri 90+2' | Reporte   | - 83' (a.g.) Di Bari | Árbitra: Chryso Georgiou                     | Árbitra: Chryso Georgiou |

| 22 de octubre de 2018, 12:00 | Rumania | 0:4 (0:1) | Finlandia                                           | Estadio Stari Ribnjak, Golubovci, Montenegro |                       |
|                              |         | Reporte   | - 30' Anttonen - 46' Karjalainen - 82', 90+1' Nurmi | Árbitra: Sandra Strub                        | Árbitra: Sandra Strub |

| 25 de octubre de 2018, 12:00 | Italia               | 1:0 (0:0) | Rumania | Stadion kraj Bistrice, Nikšić, Montenegro |                                |
|                              | - Corrado 82' (pen.) | Reporte   |         | Árbitra: Tinna Høj Christensen            | Árbitra: Tinna Høj Christensen |

| 25 de octubre de 2018, 12:00 | Finlandia                         | 3:0 (2:0) | Montenegro | Estadio Stari Ribnjak, Podgorica, Montenegro |                       |
|                              | - Forsblom 35', 45+1' - Nurmi 67' | Reporte   |            | Árbitra: Sandra Strub                        | Árbitra: Sandra Strub |

| 28 de octubre de 2018, 12:00 | Finlandia | 0:2 (0:1) | Italia                         | Estadio Pod Goricom, Podgorica, Montenegro |                                |
|                              |           | Reporte   | - 1' Anghileri - 64' Battelani | Árbitra: Tinna Høj Christensen             | Árbitra: Tinna Høj Christensen |

| 28 de octubre de 2018, 12:00 | Montenegro     | 1:2 (0:1) | Rumania                      | DG Arena Lješkopolje, Podgorica, Montenegro |                          |
|                              | - Karličić 58' | Reporte   | - 38' Pana - 90+2' Dimulescu | Árbitra: Chryso Georgiou                    | Árbitra: Chryso Georgiou |

#### Grupo 4
País anfitrión: Polonia
| Equipo     | Pts | PJ | PG | PE | PP | GF | GC | Dif |
| ---------- | --- | -- | -- | -- | -- | -- | -- | --- |
| Polonia    | 9   | 3  | 3  | 0  | 0  | 10 | 3  | +7  |
| Escocia    | 4   | 3  | 1  | 1  | 1  | 2  | 4  | -2  |
| Eslovaquia | 2   | 3  | 0  | 2  | 1  | 2  | 3  | -1  |
| Lituania   | 1   | 3  | 0  | 1  | 2  | 2  | 6  | -4  |

| 4 de octubre de 2018, 11:00 | Escocia                                  | 2:1 (2:0) | Lituania             | Stadion Miejski im. Kazimierza Deyny, Starogard Gdański, Polonia |                       |
|                             | - K. Mcgovern 2' (pen.) - A. Maughan 21' | Reporte   | - 90+4' R. Jonušaitė | Árbitra: Sabina Bolić                                            | Árbitra: Sabina Bolić |

| 4 de octubre de 2018, 15:30 | Eslovaquia                              | 2:3 (0:1) | Polonia                                        | Stadion Miejski im. Kazimierza Deyny, Starogard Gdański, Polonia |                           |
|                             | - T. Morávková 69' - N. Mazúchová 90+3' | Reporte   | - 20', 58' (pen.) P. Tomasiak - 55' W. Kiszkis | Árbitra: Irina Turovskaya                                        | Árbitra: Irina Turovskaya |

| 7 de octubre de 2018, 11:00 | Escocia | 0:0     | Eslovaquia | Stadion Miejski w Malborku, Malbork, Polonia |                           |
|                             |         | Reporte |            | Árbitra: Aleksandra Česen                    | Árbitra: Aleksandra Česen |

| 7 de octubre de 2018, 15:30 | Polonia                                                      | 4:1 (2:0) | Lituania               | Stadion Miejski w Malborku, Malbork, Polonia |                           |
|                             | - W. Zieniewicz 21' - A. Achcińska 22', 90+2' - K. Kozak 48' | Reporte   | - 87' J. Sabatauskaitė | Árbitra: Irina Turovskaya                    | Árbitra: Irina Turovskaya |

| 10 de octubre de 2018, 14:00 | Polonia                                  | 3:0 (1:0) | Escocia | Stadion Miejski w Malborku, Malbork, Polonia |                           |
|                              | - Padilla Bidas 1' - K. Kozak 79', 90+1' | Reporte   |         | Árbitra: Aleksandra Česen                    | Árbitra: Aleksandra Česen |

| 10 de octubre de 2018, 14:00 | Lituania | 0:0     | Eslovaquia | Stadion Miejski im. Kazimierza Deyny, Starogard Gdański, Polonia |                       |
|                              |          | Reporte |            | Árbitra: Sabina Bolić                                            | Árbitra: Sabina Bolić |

#### Grupo 5
País anfitrión: Moldavia
| Equipo     | Pts | PJ | PG | PE | PP | GF | GC | Dif |
| ---------- | --- | -- | -- | -- | -- | -- | -- | --- |
| Inglaterra | 9   | 3  | 3  | 0  | 0  | 15 | 0  | 15  |
| Islandia   | 6   | 3  | 2  | 0  | 1  | 7  | 2  | 5   |
| Azerbaiyán | 1   | 3  | 0  | 1  | 2  | 1  | 9  | -8  |
| Moldavia   | 1   | 3  | 0  | 1  | 2  | 1  | 13 | -12 |

| 19 de septiembre de 2018, 14:00 | Inglaterra                                                                                       | 6:0 (1:0) | Moldavia | Estadio Zimbru, Chisináu, Moldavia |                       |
|                                 | - M. Filis 38' (pen.), 80+8', 80+15' (pen.) - F. Stables 65' - K. Robinson 73' - R. Grant 80+11' | Reporte   |          | Árbitra: Merima Čelik              | Árbitra: Merima Čelik |

| 19 de septiembre de 2018, 14:00 | Azerbaiyán | 0:1 (0:0) | Islandia                | CSR Orhei, Orhei, Moldavia |                         |
|                                 |            | Reporte   | - 65' Þ. Þórhallsdóttir | Árbitra: Victoria Beyer    | Árbitra: Victoria Beyer |

| 22 de septiembre de 2018, 14:00 | Inglaterra                                                                                               | 7:0 (3:0) | Azerbaiyán | Stadionul CPSM, Vadul lui Vodă, Moldavia |                          |
|                                 | - K. Robinson 19', 28' - I. Goodwin 35', 73' - R. Grant 66' - P. Safaraliyeva 81' (a.g.) - E. Hack 90+2' | Reporte   |            | Árbitra: Catarina Campos                 | Árbitra: Catarina Campos |

| 22 de septiembre de 2018, 14:00 | Islandia | 6:0 (2:0) | Moldavia | Estadio Zimbru, Chisináu, Moldavia |                         |
|                                 | - C. Sigurðardóttir 21' (pen.), 44' (pen.), 49' (pen.) - M. Hermannsdóttir 76' - M. Sigurjónsdóttir 83' - C. Ólafsd.Gros 90+2' | Reporte   |          | Árbitra: Victoria Beyer            | Árbitra: Victoria Beyer |

| 25 de septiembre de 2018, 14:00 | Islandia | 0:2 (0:0) | Inglaterra                | CSR Orhei, Orhei, Moldavia |                          |
|                                 |          | Reporte   | - 65' Filis - 87' Stables | Árbitra: Catarina Campos   | Árbitra: Catarina Campos |

| 25 de septiembre de 2018, 14:00 | Moldavia         | 1:1 (0:0) | Azerbaiyán  | Zimbru Stadium, Chișinău, Moldavia |                       |
|                                 | - Tez 57' (pen.) | Reporte   | - 61' Cakan | Árbitra: Merima Čelik              | Árbitra: Merima Čelik |

#### Grupo 6
País anfitrión: Portugal
| Equipo   | Pts | PJ | PG | PE | PP | GF | GC | Dif |
| -------- | --- | -- | -- | -- | -- | -- | -- | --- |
| Bélgica  | 9   | 3  | 3  | 0  | 0  | 13 | 1  | +12 |
| Portugal | 6   | 3  | 2  | 0  | 1  | 15 | 3  | +12 |
| Turquía  | 3   | 3  | 1  | 0  | 2  | 4  | 6  | -2  |
| Andorra  | 0   | 3  | 0  | 0  | 3  | 0  | 22 | -22 |

| 19 de septiembre de 2018, 15:00 | Bélgica | 8:0 (4:0) | Andorra | Sports Center CF Fão, Fão, Portugal |                         |
|                                 | - G-L. Buyle 12' - L. Borja Martin 18' (a.g.) - W. Fon 35', 45' - S. Gielen 71' - L. Maes 72' - L. Vanzeir 86' (pen.) - T. Lemmens 87' | Reporte   |         | Árbitra: Ivana Pejkovic             | Árbitra: Ivana Pejkovic |

| 19 de septiembre de 2018, 18:00 | Turquía         | 1:3 (0:2) | Portugal                                                      | Cidade Desportiva do SC Braga, Braga, Portugal |                           |
|                                 | - E. Tekmen 71' | Reporte   | - 37' M. Pinto Negrão - 45+2' Nazareth Sousa - 68' A. Jacinto | Árbitra: Rasa Imanalijeva                      | Árbitra: Rasa Imanalijeva |

| 22 de septiembre de 2018, 16:00 | Bélgica                                                | 3:0 (1:0) | Turquía | Estadio Municipal 22 de Junio, Vila Nova de Famalicão, Portugal |                      |
|                                 | - J. Janssens 8' - W. Fon 56' (pen.) - J. Teulings 84' | Reporte   |         | Árbitra: Triinu Laos                                            | Árbitra: Triinu Laos |

| 22 de septiembre de 2018, 18:00 | Portugal | 11:0 (1:0) | Andorra | Estadio Ciudad de Barcelos, Barcelos, Portugal |                           |
|                                 | - A. Albuquerque 16' (pen.), 85', 87' (pen.) - M. Negrão 50', 56', 67', 90' - A. Jacinto 59' - F. Nazareth 77' - L. Marques 88', 90+2' | Reporte    |         | Árbitra: Rasa Imanalijeva                      | Árbitra: Rasa Imanalijeva |

| 25 de septiembre de 2018, 18:00 | Portugal         | 1:2 (1:0) | Bélgica                | Estadio Ciudad de Barcelos, Barcelos, Portugal |                      |
|                                 | - F. Nazareth 3' | Reporte   | - 69', 90' J. Teulings | Árbitra: Triinu Laos                           | Árbitra: Triinu Laos |

| 25 de septiembre de 2018, 18:00 | Andorra | 0:3 (0:3) | Turquía                               | Estadio Municipal de Fafe, Fafe, Portugal |                         |
|                                 |         | Reporte   | - 16' B. Içen - 19', 45+1' M. Alayont | Árbitra: Ivana Pejkovic                   | Árbitra: Ivana Pejkovic |

#### Grupo 7
País anfitrión: Serbia
| Equipo  | Pts | PJ | PG | PE | PP | GF | GC | Dif |
| ------- | --- | -- | -- | -- | -- | -- | -- | --- |
| Serbia  | 9   | 3  | 3  | 0  | 0  | 13 | 0  | 13  |
| Irlanda | 4   | 3  | 1  | 1  | 1  | 14 | 1  | 13  |
| Gales   | 4   | 3  | 1  | 1  | 1  | 2  | 4  | -2  |
| Albania | 0   | 3  | 0  | 0  | 3  | 0  | 24 | -24 |

| 22 de octubre de 2018, 12:00 | Irlanda | 14:0 (7:0) | Albania | Sports Center of FA of Serbia, Stara Pazova, Serbia |                         |
|                              | - O'Mahony 3' (pen.), 45+1' - Whelan 7', 25', 52' - Kraft 9', 40', 48', 50' - Ziu 21', 66' (pen.) - Keogh 85', 87' - Dodd 90+3' | Reporte    |         | Árbitra: Meitar Shemesh                             | Árbitra: Meitar Shemesh |

| 22 de octubre de 2018, 17:00 | Gales | 0:4 (0:1) | Serbia                                           | Sports Center of FA of Serbia, Stara Pazova, Serbia |                               |
|                              |       | Reporte   | - 18', 64' Tanasković - 55', 73' (pen.) Petrović | Árbitra: Alexandra Ponomareva                       | Árbitra: Alexandra Ponomareva |

| 25 de octubre de 2018, 12:00 | Irlanda | 0:0     | Gales | Sports Center of FA of Serbia, Stara Pazova, Serbia |                             |
|                              |         | Reporte |       | Árbitra: Luliana Demetrescu                         | Árbitra: Luliana Demetrescu |

| 25 de octubre de 2018, 17:00 | Serbia                                                                                    | 8:0 (4:0) | Albania | Sports Center of FA of Serbia, Stara Pazova, Serbia |                               |
|                              | - Tanasković 1' - Petrović 14' - Ćirić 20', 36', 81' - Host 66' - Vasović 68' - Čavić 89' | Reporte   |         | Árbitra: Alexandra Ponomareva                       | Árbitra: Alexandra Ponomareva |

| 28 de octubre de 2018, 14:00 | Serbia           | 1:0 (1:0) | Irlanda | Sports Center of FA of Serbia, Stara Pazova, Serbia |                             |
|                              | - Tanasković 12' | Reporte   |         | Árbitra: Luliana Demetrescu                         | Árbitra: Luliana Demetrescu |

| 28 de octubre de 2018, 14:00 | Albania | 0:2 (0:0) | Gales                         | Sports Center of FA of Serbia, Stara Pazova, Serbia |                         |
|                              |         | Reporte   | - Longhurst 57' - Collyer 79' | Árbitra: Meitar Shemesh                             | Árbitra: Meitar Shemesh |

#### Grupo 8
País anfitrión: Estonia
| Equipo      | Pts | PJ | PG | PE | PP | GF | GC | Dif |
| ----------- | --- | -- | -- | -- | -- | -- | -- | --- |
| Austria     | 9   | 3  | 3  | 0  | 0  | 12 | 0  | +12 |
| Eslovenia   | 3   | 3  | 1  | 0  | 2  | 3  | 5  | -2  |
| Bielorrusia | 3   | 3  | 1  | 0  | 2  | 2  | 4  | -2  |
| Estonia     | 3   | 3  | 1  | 0  | 2  | 1  | 9  | -8  |

| 23 de septiembre de 2018, 15:00 | Austria | 7:0 (5:0) | Estonia | A. Le Coq Arena, Tallinn, Estonia |                             |
|                                 | - L. Wurzer 7', 70' - J. Magerl 13' - P. Pfanner 15' - K. Wienerroither 35' - A. Schasching 43' (pen.) - G. Sarac 80' | Reporte   |         | Árbitra: Jelena Jermolajeva       | Árbitra: Jelena Jermolajeva |

| 23 de septiembre de 2018, 15:00 | Eslovenia                                | 3:0 (1:0) | Bielorrusia | Kadriorg Stadium, Tallinn, Estonia |                        |
|                                 | - M. Suhoversnik 38', 90' - Z. Igerc 60' | Reporte   |             | Árbitra: Emilie Dokset             | Árbitra: Emilie Dokset |

| 26 de septiembre de 2018, 15:00 | Austria                                                         | 4:0 (1:0) | Eslovenia | Kadriorg Stadium, Tallinn, Estonia |                             |
|                                 | - L. Purtscheller 17', 60' - A. Schasching 55' - P. Pfanner 80' | Reporte   |           | Árbitra: Neslihan Muratdagi        | Árbitra: Neslihan Muratdagi |

| 26 de septiembre de 2018, 17:00 | Bielorrusia                                 | 2:0 (0:0) | Estonia | A. Le Coq Arena, Tallinn, Estonia |                        |
|                                 | - N. Asmykovich 87' - V. Kharitonchik 90+1' | Reporte   |         | Árbitra: Emilie Dokset            | Árbitra: Emilie Dokset |

| 29 de septiembre de 2018, 15:00 | Bielorrusia | 0:1 (0:1) | Austria             | Kadriorg Stadium, Tallinn, Estonia |                             |
|                                 |             | Reporte   | - 29' A. Schasching | Árbitra: Neslihan Muratdagi        | Árbitra: Neslihan Muratdagi |

| 29 de septiembre de 2018, 15:00 | Estonia                | 1:0 (0:0) | Eslovenia | A. Le Coq Arena, Tallinn, Estonia |                             |
|                                 | - K. Reinik 60' (pen.) | Reporte   |           | Árbitra: Jelena Jermolajeva       | Árbitra: Jelena Jermolajeva |

#### Grupo 9
País anfitrión: Grecia
| Equipo            | Pts | PJ | PG | PE | PP | GF | GC | Dif |
| ----------------- | --- | -- | -- | -- | -- | -- | -- | --- |
| Grecia            | 9   | 3  | 3  | 0  | 0  | 12 | 3  | +9  |
| Suiza             | 4   | 3  | 1  | 1  | 1  | 7  | 3  | +4  |
| Irlanda del Norte | 4   | 3  | 1  | 1  | 1  | 7  | 4  | +3  |
| Kazajistán        | 0   | 3  | 0  | 0  | 3  | 1  | 17 | -16 |

| 12 de octubre de 2018, 11:00 | Irlanda del Norte   | 1:3 (1:1) | Grecia                                                  | Estadio Zosimades, Ioannina, Grecia |                        |
|                              | - C. McGuinness 23' | Reporte   | - 12' I. Pachaki - 55' (a.g.) L. Gilmore - 66' C. Voila | Árbitra: Vera Opeykina              | Árbitra: Vera Opeykina |

| 12 de octubre de 2018, 14:00 | Suiza                                                                  | 5:0 (3:0) | Kazajistán | Municipal Stadium of Kranoula, Ioannina, Grecia |                    |
|                              | - M. Muino 19', 38' - E. Ljustina 44' - K. Granges 79' - S. Arni 90+1' | Reporte   |            | Árbitra: Ana Minić                              | Árbitra: Ana Minić |

| 15 de octubre de 2018, 11:00 | Grecia                                                                                   | 7:1 (2:1) | Kazajistán             | Estadio Zosimades, Ioannina, Grecia |                        |
|                              | - C. Voila 15', 57' - I. Papatheodorou 40', 74' - L. Prifti 63', 77' - A. Tsarantani 83' | Reporte   | - 32' (pen.) A. Burova | Árbitra: Vera Opeykina              | Árbitra: Vera Opeykina |

| 15 de octubre de 2018, 14:00 | Suiza             | 1:1 (0:1) | Irlanda del Norte  | Municipal Stadium of Kranoula, Ioannina, Grecia |                                       |
|                              | - E. Ljustina 49' | Reporte   | - 6' C. McGuinness | Árbitra: Ainara Andrea Acevedo Dudley           | Árbitra: Ainara Andrea Acevedo Dudley |

| 18 de octubre de 2018, 11:00 | Grecia                             | 2:1 (1:0) | Suiza                 | Municipal Stadium of Kranoula, Ioannina, Grecia |                                       |
|                              | - L. Prifti 26' - I. Pachaki 90+4' | Reporte   | - 64' G. Delphine Ess | Árbitra: Ainara Andrea Acevedo Dudley           | Árbitra: Ainara Andrea Acevedo Dudley |

| 18 de octubre de 2018, 11:00 | Kazajistán | 0:5 (0:2) | Irlanda del Norte                                                                 | Estadio Zosimades, Ioannina, Grecia |                    |
|                              |            | Reporte   | - 44' (pen.), 48', 65' (pen.) T. L. Finnegan - 45+2' S. Megaw - 90+4' B. Monteith | Árbitra: Ana Minić                  | Árbitra: Ana Minić |

#### Grupo 10
País anfitrión: Macedonia
| Equipo               | Pts | PJ | PG | PE | PP | GF | GC | Dif |
| -------------------- | --- | -- | -- | -- | -- | -- | -- | --- |
| Francia              | 9   | 3  | 3  | 0  | 0  | 16 | 1  | +15 |
| Hungría              | 6   | 3  | 2  | 0  | 1  | 6  | 4  | +2  |
| Bosnia y Herzegovina | 3   | 3  | 1  | 0  | 2  | 7  | 7  | 0   |
| Macedonia del Norte  | 0   | 3  | 0  | 0  | 3  | 1  | 18 | -17 |

| 20 de septiembre de 2018, 11:00 | Bosnia y Herzegovina | 0:1 (0:1) | Hungría     | Training Centre Petar Miloševski, Skopje, Macedonia |                           |
|                                 |                      | Reporte   | - Pápai 31' | Árbitra: Sabayel Kuzuturk                           | Árbitra: Sabayel Kuzuturk |

| 20 de septiembre de 2018, 15:30 | Francia                                                            | 7:0 (3:0) | Macedonia del Norte | Training Centre Petar Miloševski, Skopje, Macedonia |                          |
|                                 | - Peneau 12', 23' - Picard 29', 51' - Joly 52', 80' - Chapelle 57' | Reporte   |                     | Árbitra: Karoline Wacker                            | Árbitra: Karoline Wacker |

| 23 de septiembre de 2018, 11:00 | Francia                                                           | 6:0 (2:0) | Bosnia y Herzegovina | Training Centre Petar Miloševski, Skopje, Macedonia |                             |
|                                 | - Ben Rabah 33', 38' - Niaro 49' - Chapelle 66', 89' - Peneau 68' | Reporte   |                      | Árbitra: Anastasia Romanyuk                         | Árbitra: Anastasia Romanyuk |

| 23 de septiembre de 2018, 15:30 | Hungría                                      | 4:1 (3:0) | Macedonia del Norte | Training Centre Petar Miloševski, Skopje, Macedonia |                           |
|                                 | - V. Nagy 4' - Ploner 20' - Czellér 25', 47' | Reporte   | - 71' Velkova       | Árbitra: Sabayel Kuzuturk                           | Árbitra: Sabayel Kuzuturk |

| 26 de septiembre de 2018, 15:30 | Hungría          | 1:3 (0:1) | Francia                                | Training Centre Petar Miloševski, Skopje, Macedonia |                             |
|                                 | - R. Zsédely 73' | Reporte   | - 25', 90+1' O. Picard - 53' L. Peneau | Árbitra: Anastasia Romanyuk                         | Árbitra: Anastasia Romanyuk |

| 26 de septiembre de 2018, 15:30 | Macedonia del Norte | 0:7 (0:3) | Bosnia y Herzegovina                                                                            | Training Centre Petar Miloševski, Skopje, Macedonia |                          |
|                                 |                     | Reporte   | - 4', 33' A. Krajnić - 29' E. Husić - 48', 62' S. Krajšumović - 84' N. Latinčić - 86' F. Mujkić | Árbitra: Karoline Wacker                            | Árbitra: Karoline Wacker |

#### Grupo 11
País anfitrión: Países Bajos
| Equipo       | Pts | PJ | PG | PE | PP | GF | GC | Dif |
| ------------ | --- | -- | -- | -- | -- | -- | -- | --- |
| Países Bajos | 7   | 3  | 2  | 1  | 0  | 26 | 1  | +25 |
| Suecia       | 5   | 3  | 1  | 2  | 0  | 13 | 2  | +11 |
| Georgia      | 4   | 3  | 1  | 1  | 1  | 3  | 17 | -14 |
| Letonia      | 0   | 3  | 0  | 0  | 3  | 0  | 22 | -22 |

| 17 de octubre de 2018, 15:00 | Letonia | 0:11 (0:7) | Suecia | Sportpark Zegersloot, Alphen aan den Rijn, Países Bajos |                      |
|                              |         | Reporte    | - 9' F. Saving - 10', 45+1', 66' H. Ekengren - 15', 36' S. Johansson - 16' J. Lindblom - 19' H. Lundkvist - 53', 56', 78' N. Koppang | Árbitra: Tanja Racic                                    | Árbitra: Tanja Racic |

| 17 de octubre de 2018, 19:00 | Países Bajos | 16:0 (7:0) | Georgia | Sportpark Juliana, 's-Gravenzande, Países Bajos |                        |
|                              | - D. Foederer 20', 72', 77' - J. Brandau 22', 64' - N. Tromp 27', 33', 35' (pen.), 36', 55', 68' (pen.) - E. Brugts 38' - E. Peddemors 60' - L. De Keijzer 70' - I. Abali 75' - L. Loonen 90+4' | Reporte    |         | Árbitra: Tamara Petric                          | Árbitra: Tamara Petric |

| 20 de octubre de 2018, 13:00 | Suecia        | 1:1 (1:0) | Georgia         | Sportpark Juliana, 's-Gravenzande, Países Bajos |                      |
|                              | - Koppang 24' | Reporte   | - 78' Tsotseria | Árbitra: Tanja Racic                            | Árbitra: Tanja Racic |

| 20 de octubre de 2018, 17:00 | Países Bajos                                                                       | 9:0 (6:0) | Letonia | Sportpark Zegersloot, Alphen aan den Rijn, Países Bajos |                          |
|                              | - Brugts 10', 35', 43' - Stiekema 29' - Tromp 45', 48', 70', 82' - Hightower 45+1' | Reporte   |         | Árbitra: Henrikke Nervik                                | Árbitra: Henrikke Nervik |

| 23 de octubre de 2018, 19:00 | Suecia             | 1:1 (1:1) | Países Bajos   | Sportpark Juliana, 's-Gravenzande, Países Bajos |                          |
|                              | - S. Johansson 41' | Reporte   | - 12' N. Tromp | Árbitra: Henrikke Nervik                        | Árbitra: Henrikke Nervik |

| 23 de octubre de 2018, 19:00 | Georgia                            | 2:0 (2:0) | Letonia | Sportpark Zegersloot, Alphen aan den Rijn, Países Bajos |                        |
|                              | - N. Tsotseria 8' - N. Danelia 17' | Reporte   |         | Árbitra: Tamara Petric                                  | Árbitra: Tamara Petric |

### Ranking de los terceros puestos
Los cuatro mejores terceros lugares de los 11 grupos pasarán a la siguiente ronda junto a los 2 mejores de cada grupo. (Se contabilizan los resultados obtenidos en contra de los ganadores y los segundos clasificados de cada grupo). Quienes avanzaron en esta ronda fueron: Eslovaquia, Irlanda del Norte, Gales, y Georgia.
| Grp | Equipo               | PJ | PG | PE | PP | GF | GC | DG  | Pts |
| --- | -------------------- | -- | -- | -- | -- | -- | -- | --- | --- |
| 4   | Eslovaquia           | 2  | 0  | 1  | 1  | 2  | 3  | -1  | 1   |
| 9   | Irlanda del Norte    | 2  | 0  | 1  | 1  | 2  | 4  | -2  | 1   |
| 7   | Gales                | 2  | 0  | 1  | 1  | 0  | 4  | -4  | 1   |
| 11  | Georgia              | 2  | 0  | 1  | 1  | 1  | 17 | -16 | 1   |
| 8   | Bielorrusia          | 2  | 0  | 0  | 2  | 0  | 4  | -4  | 0   |
| 6   | Turquía              | 2  | 0  | 0  | 2  | 1  | 6  | -5  | 0   |
| 2   | Croacia              | 2  | 0  | 0  | 2  | 0  | 5  | -5  | 0   |
| 3   | Rumania              | 2  | 0  | 0  | 2  | 0  | 5  | -5  | 0   |
| 1   | Ucrania              | 3  | 0  | 0  | 2  | 0  | 6  | -6  | 0   |
| 10  | Bosnia y Herzegovina | 2  | 0  | 0  | 2  | 0  | 7  | -7  | 0   |
| 5   | Azerbaiyán           | 2  | 0  | 0  | 2  | 0  | 8  | -8  | 0   |

## Ronda Élite
El sorteo se realizó el 23 de noviembre de 2018 en Nyon, Suiza. 
Pasan a la siguiente ronda las ganadoras de grupo, junto a Alemania y España.

#### Grupo 1
País anfitrión: Hungría
| Equipo     | Pts | PJ | PG | PE | PP | GF | GC | Dif |
| ---------- | --- | -- | -- | -- | -- | -- | -- | --- |
| Inglaterra | 9   | 3  | 3  | 0  | 0  | 13 | 0  | 13  |
| Hungría    | 4   | 3  | 1  | 1  | 1  | 5  | 4  | 1   |
| Grecia     | 4   | 3  | 1  | 1  | 1  | 4  | 3  | 1   |
| Georgia    | 0   | 3  | 0  | 0  | 3  | 0  | 15 | -15 |

| 21 de marzo de 2019, 14:30 | Inglaterra | 8:0 (4:0) | Georgia | Ménfői úti Stadion, Győr, Hungría |                     |
|                            | - Harries 25', 28' - Kadagishvili 34' (a.g.) - Filis 38' (pen.) - Stables 52' - Ware 66' - Dale 81' - May 90+3' | Reporte   |         | Árbitra: Vera Onică               | Árbitra: Vera Onică |

| 21 de marzo de 2019, 18:00 | Hungría       | 1:1 (1:1) | Grecia             | Ménfői úti Stadion, Győr, Hungría |                           |
|                            | - V. Nagy 24' | Reporte   | - 1' Papatheodorou | Árbitra: Yuliya Larionova         | Árbitra: Yuliya Larionova |

| 24 de marzo de 2019, 12:45 | Inglaterra                    | 3:0 (2:0) | Hungría | Ménfői úti Stadion, Győr, Hungría |                                 |
|                            | - Dale 29', 32' - Stables 48' | Reporte   |         | Árbitra: María Dolores Martínez   | Árbitra: María Dolores Martínez |

| 24 de marzo de 2019, 16:15 | Grecia                                        | 3:0 (3:0) | Georgia | Ménfői úti Stadion, Győr, Hungría |                           |
|                            | - Papatheodorou 5' - Pachaki 38' - Prifti 44' | Reporte   |         | Árbitra: Yuliya Larionova         | Árbitra: Yuliya Larionova |

| 27 de marzo de 2019, 15:00 | Grecia | 0:2 (0:1) | Inglaterra                     | Perutz Stadion, Pápa, Hungría   |                                 |
|                            |        | Reporte   | - 24' Grant - 51' (pen.) Filis | Árbitra: María Dolores Martínez | Árbitra: María Dolores Martínez |

| 27 de marzo de 2019, 15:00 | Georgia | 0:4 (0:0) | Hungría                                                 | Ménfői úti Stadion, Győr, Hungría |                     |
|                            |         | Reporte   | - 51' Bokor - 55' (pen.) Papp - 64' Czellér - 89' Pápai | Árbitra: Vera Onică               | Árbitra: Vera Onică |

#### Grupo 2
País anfitrión: Serbia
| Equipo       | Pts | PJ | PG | PE | PP | GF | GC | Dif |
| ------------ | --- | -- | -- | -- | -- | -- | -- | --- |
| Países Bajos | 7   | 3  | 2  | 1  | 0  | 9  | 0  | 9   |
| Suiza        | 6   | 3  | 2  | 0  | 1  | 7  | 10 | -3  |
| Serbia       | 4   | 3  | 1  | 1  | 1  | 6  | 4  | 2   |
| Rusia        | 0   | 3  | 0  | 0  | 3  | 3  | 11 | -8  |

| 10 de marzo de 2019, 12:00 | Rusia | 0:3 (0:1) | Países Bajos                                | Sports Center of FA of Serbia, Stara Pazova, Serbia |                            |
|                            |       | Reporte   | - 25' Peddemors - 52' Brugts - 90+4' Loonen | Árbitra: Veronika Kovarova                          | Árbitra: Veronika Kovarova |

| 10 de marzo de 2019, 17:00 | Serbia                                    | 2:3 (1:1) | Suiza                           | Sports Center of FA of Serbia, Stara Pazova, Serbia |                                   |
|                            | - Barjaktarović 31' - Petrović 66' (pen.) | Reporte   | - 24' Ljustina - 60', 63' Iseni | Árbitra: Zulema González González                   | Árbitra: Zulema González González |

| 13 de marzo de 2019, 12:00 | Países Bajos                                                                | 6:0 (3:0) | Suiza | Sports Center of FA of Serbia, Stara Pazova, Serbia |                            |
|                            | - Tromp 17' - Abali 23', 42' - Brandau 50' - de Keijzer 65' - Hulswit 90+2' | Reporte   |       | Árbitra: Veronika Kovarova                          | Árbitra: Veronika Kovarova |

| 13 de marzo de 2019, 17:00 | Serbia                                          | 4:1 (1:0) | Rusia        | Sports Center of FA of Serbia, Stara Pazova, Serbia |                        |
|                            | - Tanasković 5', 59', 78' - Petrović 58' (pen.) | Reporte   | - 85' Tchato | Árbitra: Galiya Echeva                              | Árbitra: Galiya Echeva |

| 16 de marzo de 2019, 14:00 | Países Bajos | 0:0     | Serbia | Sports Center of FA of Serbia, Stara Pazova, Serbia |                        |
|                            |              | Reporte |        | Árbitra: Galiya Echeva                              | Árbitra: Galiya Echeva |

| 16 de marzo de 2019, 14:00 | Suiza                                                        | 4:2 (2:0) | Rusia                         | Sports Center of FA of Serbia 4, Stara Pazova, Serbia |                                   |
|                            | - Iseni 16', 90+2' - Kulakova 40' (a.g.) - Kadriu 62' (pen.) | Reporte   | - 68' Trenkina - 84' Lazareva | Árbitra: Zulema González González                     | Árbitra: Zulema González González |

#### Grupo 3
País anfitrión: Suecia
| Equipo     | Pts | PJ | PG | PE | PP | GF | GC | Dif |
| ---------- | --- | -- | -- | -- | -- | -- | -- | --- |
| España     | 9   | 3  | 3  | 0  | 0  | 9  | 0  | 9   |
| Polonia    | 6   | 3  | 2  | 0  | 1  | 3  | 3  | 0   |
| Suecia     | 3   | 3  | 1  | 0  | 2  | 1  | 3  | -2  |
| Eslovaquia | 0   | 3  | 0  | 0  | 3  | 0  | 7  | -7  |

| 23 de marzo de 2019, 16:30 | Suecia | 0:2 (0:0) | Polonia                      | Borås Arena, Borås, Suecia  |                             |
|                            |        | Reporte   | - 54' Kozak - 73' Zieniewicz | Árbitra: Iuliana Demetrescu | Árbitra: Iuliana Demetrescu |

| 23 de marzo de 2019, 19:30 | España                                        | 5:0 (4:0) | Eslovaquia | Borås Arena, Borås, Suecia |                           |
|                            | - Carrillo 2', 10', 35' - Paralluelo 32', 90' | Reporte   |            | Árbitra: Abigail Marriott  | Árbitra: Abigail Marriott |

| 26 de marzo de 2019, 15:30 | Polonia         | 1:0 (1:0) | Eslovaquia | Borås Arena, Borås, Suecia  |                             |
|                            | - Bińkowska 19' | Reporte   |            | Árbitra: Iuliana Demetrescu | Árbitra: Iuliana Demetrescu |

| 26 de marzo de 2019, 18:30 | España         | 1:0 (1:0) | Suecia | Borås Arena, Borås, Suecia  |                             |
|                            | - Carrillo 45' | Reporte   |        | Árbitra: Irena Velevačkoska | Árbitra: Irena Velevačkoska |

| 29 de marzo de 2019, 18:00 | Polonia | 0:3 (0:2) | España                                 | Bravida Arena, Gotemburgo, Suecia |                             |
|                            |         | Reporte   | - 25' Paralluelo - 45+1', 55' Carrillo | Árbitra: Irena Velevačkoska       | Árbitra: Irena Velevačkoska |

| 29 de marzo de 2019, 18:00 | Eslovaquia | 0:1 (0:1) | Suecia       | Borås Arena, Borås, Suecia |                           |
|                            |            | Reporte   | - 12' Duljan | Árbitra: Abigail Marriott  | Árbitra: Abigail Marriott |

#### Grupo 4
País anfitrión: Escocia
| Equipo   | Pts | PJ | PG | PE | PP | GF | GC | Dif |
| -------- | --- | -- | -- | -- | -- | -- | -- | --- |
| Alemania | 9   | 3  | 3  | 0  | 0  | 11 | 0  | 11  |
| Irlanda  | 4   | 3  | 1  | 1  | 1  | 2  | 3  | -1  |
| Noruega  | 4   | 3  | 1  | 1  | 1  | 2  | 5  | -3  |
| Escocia  | 0   | 3  | 0  | 0  | 3  | 0  | 7  | -7  |

| 20 de marzo de 2019, 14:00 | Alemania                                                     | 5:0 (4:0) | Escocia | Oriam Indoor, Edimburgo, Escocia |                            |
|                            | - Weidauer 11', 49' - Woldmann 31' - Wamser 32' - Pollak 38' | Reporte   |         | Árbitra: Briet Bragadottir       | Árbitra: Briet Bragadottir |

| 20 de marzo de 2019, 18:30 | Irlanda     | 1:1 (0:0) | Noruega             | Oriam Indoor, Edimburgo, Escocia |                               |
|                            | - Cooke 70' | Reporte   | - 72' (pen.) Revees | Árbitra: Andromachi Tsiofliki    | Árbitra: Andromachi Tsiofliki |

| 23 de marzo de 2019, 13:00 | Alemania                      | 2:0 (1:0) | Irlanda | Oriam Indoor, Edimburgo, Escocia |                         |
|                            | - Woldmann 34' - Kowalski 62' | Reporte   |         | Árbitra: Ifeoma Kulmala          | Árbitra: Ifeoma Kulmala |

| 23 de marzo de 2019, 17:30 | Noruega      | 1:0 (0:0) | Escocia | Oriam Indoor, Edimburgo, Escocia |                               |
|                            | - Haugen 76' | Reporte   |         | Árbitra: Andromachi Tsiofliki    | Árbitra: Andromachi Tsiofliki |

| 26 de marzo de 2019, 15:30 | Noruega | 0:4 (0:1) | Alemania                                                | Oriam Indoor, Edimburgo, Escocia |                         |
|                            |         | Reporte   | - 39' Kowalski - 73' Weidauer - 90' Fetaj - 90+4' Brand | Árbitra: Ifeoma Kulmala          | Árbitra: Ifeoma Kulmala |

| 26 de marzo de 2019, 15:30 | Escocia | 0:1 (0:1) | Irlanda        | Ainslie Park, Edimburgo, Escocia |                            |
|                            |         | Reporte   | - 32' Kingsley | Árbitra: Briet Bragadottir       | Árbitra: Briet Bragadottir |

#### Grupo 5
País anfitrión: Portugal
| Equipo            | Pts | PJ | PG | PE | PP | GF | GC | Dif |
| ----------------- | --- | -- | -- | -- | -- | -- | -- | --- |
| Portugal          | 9   | 3  | 3  | 0  | 0  | 8  | 0  | 8   |
| Francia           | 6   | 3  | 2  | 0  | 1  | 7  | 1  | 6   |
| República Checa   | 3   | 3  | 1  | 0  | 2  | 2  | 4  | -2  |
| Irlanda del Norte | 0   | 3  | 0  | 0  | 3  | 1  | 13 | -12 |

| 23 de marzo de 2019, 16:00 | Francia                                          | 5:0 (5:0) | Irlanda del Norte | Estadio Municipal Carlos Duarte, Pampilhosa, Portugal |                            |
|                            | - Ben Rabah 7' (pen.), 16', 22', 42' - Becho 32' | Reporte   |                   | Árbitra: Maria Sole Caputi                            | Árbitra: Maria Sole Caputi |

| 23 de marzo de 2019, 18:00 | República Checa | 0:1 (0:1) | Portugal     | Centro de Treino, Luso, Portugal |                                |
|                            |                 | Reporte   | - 32' Negrão | Árbitra: Tinna Høj Christensen   | Árbitra: Tinna Høj Christensen |

| 26 de marzo de 2019, 16:00 | Francia                      | 2:0 (1:0) | República Checa | Centro de Treino, Luso, Portugal |                     |
|                            | - Becho 4' - Ould Hocine 79' | Reporte   |                 | Árbitra: Laura Rapp              | Árbitra: Laura Rapp |

| 26 de marzo de 2019, 18:00 | Portugal                                                                                | 6:0 (3:0) | Irlanda del Norte | Estadio Municipal Carlos Duarte, Pampilhosa, Portugal |                                |
|                            | - Nazareth 1', 45+1' - Pintassilgo 42' - Ferreira 56' - Silva 89' (pen.) - Negrão 90+5' | Reporte   |                   | Árbitra: Tinna Høj Christensen                        | Árbitra: Tinna Høj Christensen |

| 29 de marzo de 2019, 17:00 | Portugal         | 1:0 (1:0) | Francia | Centro de Treino, Luso, Portugal |                     |
|                            | - Pintassilgo 5' | Reporte   |         | Árbitra: Laura Rapp              | Árbitra: Laura Rapp |

| 29 de marzo de 2019, 17:00 | Irlanda del Norte | 1:2 (0:1) | República Checa             | Estádio Municipal Dr. Américo Couto, Mealhada, Portugal |                            |
|                            | - McGuinness 46'  | Reporte   | - 32' Hilbertová - 65' Holá | Árbitra: Maria Sole Caputi                              | Árbitra: Maria Sole Caputi |

#### Grupo 6
País anfitrión: Italia
| Equipo    | Pts | PJ | PG | PE | PP | GF | GC | Dif |
| --------- | --- | -- | -- | -- | -- | -- | -- | --- |
| Dinamarca | 7   | 3  | 2  | 1  | 0  | 8  | 1  | 7   |
| Eslovenia | 4   | 3  | 1  | 1  | 1  | 2  | 3  | -1  |
| Islandia  | 3   | 3  | 1  | 0  | 2  | 2  | 4  | -2  |
| Italia    | 3   | 3  | 1  | 0  | 2  | 3  | 7  | -4  |

| 21 de marzo de 2019, 11:00 | Islandia                                   | 2:1 (1:0) | Italia         | Centro Sportivo Giovanni Bui, San Giuliano Terme, Italia |                       |
|                            | - Beretta 42' (a.g.) - Benediktsdóttir 88' | Reporte   | - 52' Giordano | Árbitra: Reelika Turi                                    | Árbitra: Reelika Turi |

| 21 de marzo de 2019, 15:00 | Dinamarca        | 1:1 (1:1) | Eslovenia         | Stadio Comunale Germano Bellucci, Agliana, Italia |                         |
|                            | - Frederiksen 7' | Reporte   | - 11' Suhoversnik | Árbitra: Emanuela Rusta                           | Árbitra: Emanuela Rusta |

| 24 de marzo de 2019, 11:00 | Dinamarca                   | 2:0 (1:0) | Islandia | Centro Sportivo Giovanni Bui, San Giuliano Terme, Italia |                       |
|                            | - Carstens 35' - Kramer 67' | Reporte   |          | Árbitra: Sabina Bolić                                    | Árbitra: Sabina Bolić |

| 24 de marzo de 2019, 15:00 | Italia                       | 2:0 (1:0) | Eslovenia | Stadio Comunale Germano Bellucci, Agliana, Italia |                       |
|                            | - Giordano 12' - Catelli 67' | Reporte   |           | Árbitra: Reelika Turi                             | Árbitra: Reelika Turi |

| 27 de marzo de 2019, 15:00 | Italia | 0:5 (1:0) | Dinamarca                                              | Stadio Porta Elisa, Lucca, Italia |                       |
|                            |        | Reporte   | - 42', 83' Lundgaard - 60', 68' Kramer - 88' Rasmussen | Árbitra: Sabina Bolić             | Árbitra: Sabina Bolić |

| 27 de marzo de 2019, 15:00 | Eslovenia         | 1:0 (0:0) | Islandia | Centro Sportivo Giovanni Bui, San Giuliano Terme, Italia |                         |
|                            | - Suhoversnik 78' | Reporte   |          | Árbitra: Emanuela Rusta                                  | Árbitra: Emanuela Rusta |

#### Grupo 7
País anfitrión: Austria
| Equipo    | Pts | PJ | PG | PE | PP | GF | GC | Dif |
| --------- | --- | -- | -- | -- | -- | -- | -- | --- |
| Austria   | 7   | 3  | 2  | 1  | 0  | 8  | 3  | 5   |
| Bélgica   | 6   | 3  | 2  | 0  | 1  | 7  | 4  | 3   |
| Finlandia | 4   | 3  | 1  | 1  | 1  | 6  | 2  | 4   |
| Gales     | 0   | 3  | 0  | 0  | 3  | 0  | 12 | -12 |

| 24 de marzo de 2019, 15:00 | Finlandia             | 1:1 (1:1) | Austria            | Stadion Stegersbach, Stegersbach, Austria |                     |
|                            | - Koivisto 11' (pen.) | Reporte   | - 41' Purtscheller | Árbitra: Alina Peşu                       | Árbitra: Alina Peşu |

| 24 de marzo de 2019, 17:30 | Bélgica                                             | 4:0 (1:0) | Gales | Informstadion, Oberwart, Austria |                           |
|                            | - Wils 13' - Lemmens 54' - Eurlings 64' - Buyle 86' | Reporte   |       | Árbitra: Jelena Cvetković        | Árbitra: Jelena Cvetković |

| 27 de marzo de 2019, 15:00 | Bélgica      | 1:0 (0:0) | Finlandia | Stadion Stegersbach, Stegersbach, Austria |                           |
|                            | - Wils 90+4' | Reporte   |           | Árbitra: Rasa Imanalijeva                 | Árbitra: Rasa Imanalijeva |

| 27 de marzo de 2019, 18:00 | Austria                                                  | 3:0 (2:0) | Gales | Informstadion, Oberwart, Austria |                     |
|                            | - Croatto 4' - Wienerroither 31' - Schasching 73' (pen.) | Reporte   |       | Árbitra: Alina Peşu              | Árbitra: Alina Peşu |

| 30 de marzo de 2019, 15:00 | Austria                                                                   | 4:2 (1:2) | Bélgica                       | Stadion Stegersbach, Stegersbach, Austria |                           |
|                            | - Schasching 45+1' (pen.), 61' - Purtscheller 90+1' - Wienerroither 90+2' | Reporte   | - 36' Janssens - 42' Dellaert | Árbitra: Rasa Imanalijeva                 | Árbitra: Rasa Imanalijeva |

| 30 de marzo de 2019, 15:00 | Gales | 0:5 (0:2) | Finlandia                                                | Informstadion, Oberwart, Austria |                           |
|                            |       | Reporte   | - 28', 31' Karjalainen - 76', 90' Salminen - 83' Simonen | Árbitra: Jelena Cvetković        | Árbitra: Jelena Cvetković |

## Fase Final de Grupos
Esta fase se celebrará en Bulgaria.

## Sorteo
El sorteo se realizó en el centro turístico de Albena, Bulgaria el 5 de abril de 2019.

### Grupo A
| Equipo    | Pts | PJ | PG | PE | PP | GF | GC | Dif |
| --------- | --- | -- | -- | -- | -- | -- | -- | --- |
| España    | 7   | 3  | 2  | 1  | 0  | 9  | 0  | +9  |
| Portugal  | 6   | 3  | 2  | 0  | 1  | 4  | 7  | -3  |
| Dinamarca | 4   | 3  | 1  | 1  | 1  | 2  | 1  | +1  |
| Bulgaria  | 0   | 3  | 0  | 0  | 3  | 1  | 8  | -7  |

| 5 de mayo de 2019, 07:00hs | Bulgaria           | 1:3 (1:2) | Portugal                                       | Druzhba Stadium, Dobrich, Bulgaria |                           |
|                            | - Parapunova 45+1' | Reporte   | - 6' Alagoa - 29' (a.g.) Bessette - 77' Negrão | Árbitra: Aleksandra Česen          | Árbitra: Aleksandra Česen |

| 5 de mayo de 2019, 09:00hs | España | 0:0     | Dinamarca | Kaliakra, Kavarna, Bulgaria |                       |
|                            |        | Reporte |           | Árbitra: Sabina Bolić       | Árbitra: Sabina Bolić |

| 8 de mayo de 2019, 09:00hs | Bulgaria | 0:3 (0:1) | España                                      | Balchik Stadium, Balchik, Bulgaria |                             |
|                            |          | Reporte   | - 42' Sanchez - 47' Lloris - 72' Paralluelo | Árbitra: Iuliana Demetrescu        | Árbitra: Iuliana Demetrescu |

| 8 de mayo de 2019, 07:00hs | Dinamarca | 0:1 (0:0) | Portugal         | Albena 1, Albena, Bulgaria |                        |
|                            |           | Reporte   | - 90+2' Ferreira | Árbitra: Vera Opeykina     | Árbitra: Vera Opeykina |

| 11 de mayo de 2019, 07:00hs | Dinamarca               | 2:0 (1:0) | Bulgaria | Balchik Stadium, Balchik, Bulgaria |                          |
|                             | - Kramer 9' - Storm 76' | Reporte   |          | Árbitra: Henrikke Nervik           | Árbitra: Henrikke Nervik |

| 11 de mayo de 2019, 07:00hs | Portugal | 0:6 (0:2) | España                                                              | Druzhba Stadium, Dobrich, Bulgaria |                       |
|                             |          | Reporte   | - 26', 58', 60' Paralluelo - 40+4', 63' Lloris - 77' Diaz Gutiérrez | Árbitra: Reelika Turi              | Árbitra: Reelika Turi |

### Grupo B
| Equipo       | Pts | PJ | PG | PE | PP | GF | GC | Dif |
| ------------ | --- | -- | -- | -- | -- | -- | -- | --- |
| Alemania     | 6   | 3  | 2  | 0  | 1  | 9  | 4  | +5  |
| Países Bajos | 6   | 3  | 2  | 0  | 1  | 7  | 5  | +2  |
| Inglaterra   | 6   | 3  | 2  | 0  | 1  | 4  | 5  | -1  |
| Austria      | 0   | 3  | 0  | 0  | 3  | 3  | 9  | -6  |

| 5 de mayo de 2019, 09:00hs | Austria                | 1:4 (1:3) | Países Bajos                           | Balchik Stadium, Balchik, Bulgaria |                          |
|                            | - Schasching 8' (pen.) | Reporte   | - 13' Stiekema - 18', 31', 90+6' Tromp | Árbitra: Henrikke Nervik           | Árbitra: Henrikke Nervik |

| 5 de mayo de 2019, 07:00hs | Inglaterra | 0:4 (0:3) | Alemania                                                           | Albena 1, Albena, Bulgaria  |                             |
|                            |            | Reporte   | - 12' (pen.) Bernhardt - 23' Woldmann - 31' Weidauer - 90+2' Gräwe | Árbitra: Iuliana Demetrescu | Árbitra: Iuliana Demetrescu |

| 8 de mayo de 2019, 09:00hs | Austria                 | 1:2 (1:2) | Inglaterra                   | Kaliakra, Kavarna, Bulgaria |                       |
|                            | - Schasching 29' (pen.) | Reporte   | - 15' Johnson - 35' Robinson | Árbitra: Reelika Turi       | Árbitra: Reelika Turi |

| 8 de mayo de 2019, 07:00hs | Alemania                 | 2:3 (1:3) | Países Bajos                                         | Druzhba Stadium, Dobrich, Bulgaria |                           |
|                            | - Rohde 24' - Wamser 81' | Reporte   | - 25' de Keijzer - 30' van Diemen - 43' (pen.) Tromp | Árbitra: Aleksandra Česen          | Árbitra: Aleksandra Česen |

| 11 de mayo de 2019, 07:00hs | Alemania                         | 3:1 (2:0) | Austria          | Albena 1, Albena, Bulgaria |                       |
|                             | - Wamser 17', 69' - Weidauer 39' | Reporte   | - 90+3' Edlinger | Árbitra: Sabina Bolić      | Árbitra: Sabina Bolić |

| 11 de mayo de 2019, 07:00hs | Países Bajos | 0:2 (0:0) | Inglaterra                    | Kaliakra, Kavarna, Bulgaria |                        |
|                             |              | Reporte   | - 46' Robinson - 52' Matthews | Árbitra: Vera Opeykina      | Árbitra: Vera Opeykina |

## Tabla semifinal y final
|  | Semifinales        | Semifinales  |       |  | Final              | Final |  |
|  |                    |              |       |  |                    |       |  |
|  | 14 de mayo de 2019 |              |       |  |                    |       |  |
|  | España             | 1            |       |  |                    |       |  |
|  | Países Bajos       | 3            |       |  |                    |       |  |
|  |                    |              |       |  |                    |       |  |
|  |                    |              |       |  | 17 de mayo de 2019 |       |  |
|  |                    |              |       |  | Países Bajos       | 1 (2) |  |
|  |                    | Alemania (p) | 1 (3) |  |                    |       |  |
|  |                    |              |       |  |                    |       |  |
|  |                    |              |       |  |                    |       |  |
|  |                    |              |       |  |                    |       |  |
|  | 14 de mayo de 2019 |              |       |  |                    |       |  |
|  | Alemania           | 2            |       |  |                    |       |  |
|  | Portugal           | 0            |       |  |                    |       |  |

### Semifinales
| 14 de mayo de 2019, 18:30hs | España         | 1:3 (0:1) | Países Bajos                                | Kaliakra, Kavarna, Bulgaria |                          |
|                             | - Lloris 90+2' | Reporte   | - 41' de Keijzer - 60' Stiekema - 86' Tromp | Árbitro(s): Sabina Bolić    | Árbitro(s): Sabina Bolić |

| 14 de mayo de 2019, 14:00hs | Alemania                    | 2:0 (1:0) | Portugal | Druzhba Stadium, Dobrich, Bulgaria |                           |
|                             | - Weidover 25' - Wamser 50' | Reporte   |          | Árbitro(s): Vera Opeykina          | Árbitro(s): Vera Opeykina |

### Final
| 17 de mayo de 2019, 14:00hs | Países Bajos                                                | 1:1 (1:1) (2:3 p.)         | Alemania                                                   | Albena 1, Albena, Bulgaria     |                                |
|                             | - Tromp 21'                                                 | Reporte                    | - 19' Weidauer                                             | Árbitro(s): Iuliana Demetrescu | Árbitro(s): Iuliana Demetrescu |
|                             |                                                             | Tiros desde el punto penal |                                                            |                                |                                |
|                             | - Tromp - De Vette - Foederer - Loonen - Peddemors - Brugts |                            | - Weidauer - Pollak - Steck - Rohde - Kowalski - Schiemann |                                |                                |

| Bandera de Alemania |
| Campeón Alemania    |
| Séptimo título      |